# هواوی آنر ۳ایکس
هواوی آنر ۳ایکس (انگلیسی: Huawei Honor 3X) یک تلفن هوشمند پایین ردهٔ اندرویدی است که توسط هواوی تحت برند آنر عرضه شده‌است. این گوشی در دسامبر ۲۰۱۳ عرضه شد. آنر ۳ایکس اولین گوشی پایین رده از هواوی تحت نام آنر بود. آنر ۳ایکس یک نمایشگر ال‌سی‌دی ۵٫۵ اینچ دارد و با اندروید کیت‌کت ۴٫۴ عرضه شده‌است.

## مشخصات
آنر ۳ایکس ۲ گیگابایت رم دارد و می‌توان آن را در دو نسخهٔ ۸ و ۱۶ گیگابایت سفارش داد. این گوشی قابلیت اتصال به بلوتوث و وای‌فای را دارد.